# Rhodri Molwynog ap Idwal
Rhodri Molwynog ap Idwal betekent "Rhodri kaal en grijs zoon van Idwal Iwrch ap Cadwaladr", hij was koning van Gwynedd, het middeleeuwse Wales.
De geschiedenis van Gwynedd van die periode is erg duister en er is een gebrek aan betrouwbare informatie. De Annales Cambriae vermelden niet de dood van een eerdere koning, dus de datum waarop hij koning werd, is niet bekend, noch de naam van zijn voorganger. De historicus Egerton Phillimore plaatst zijn sterfdatum, na deductie, in het jaar 754.
Hij werd opgevolgd door Caradog ap Meirion, zijn zoon was Cynan ap Rhodri.